# 꿈이 지나간 자리
《꿈이 지나간 자리》(영어: Curse of the Starving Class)는 미국에서 제작된 J. 마이클 매클레리 감독의 1994년 드라마 영화이다. 제임스 우즈 등이 출연하였고, 윌리엄 S. 길모어 등이 제작에 참여하였다.

## 출연진
- 제임스 우즈
- 캐시 베이츠
- 헨리 토머스
- 루이스 고싯 주니어
- 랜디 퀘이드

## 기타 제작진
- 협력 제작: 브루스 와이스
- 미술: 라디슬라브 윌하임
- 의상: 캐스린 모리슨